# Águilas Club de Fútbol
El Águilas Club de Fútbol fue un club español de fútbol de la ciudad murciana de Águilas. Fue fundado en 1925 y desapareció en 2010. Fue refundado como Águilas FC.

## Historia

### Inicios del fútbol en Águilas

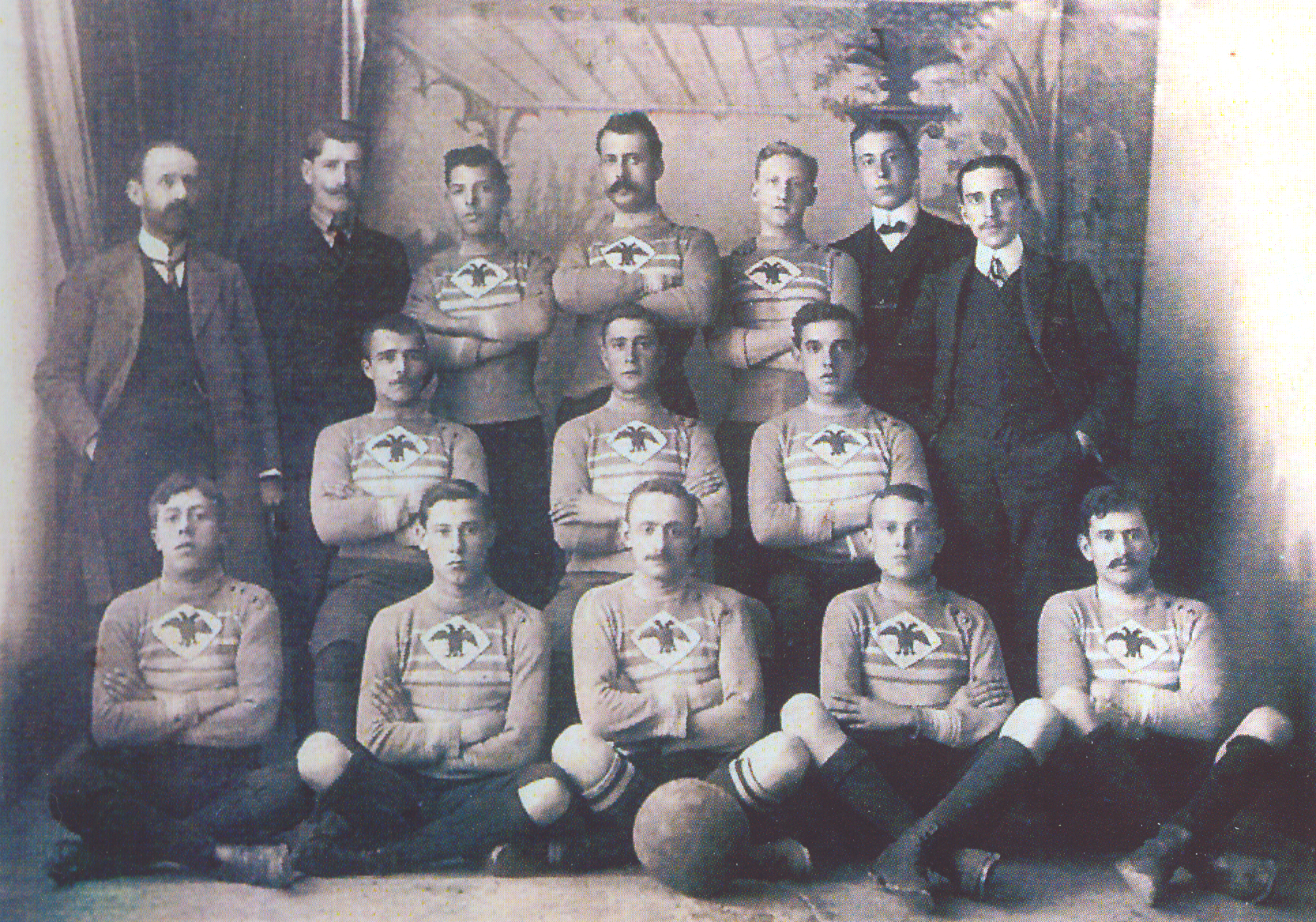
Equipo del Sporting Aguileño que se enfrentó al Lorca Fútbol Club

Pese a que el Águilas Club de Fútbol data de 1925 con anterioridad habían existido en Águilas otros clubes. En 1896 se fundó el Sporting Club Aguileño (o Águilas Sporting Club según otras versiones). Este equipo fue el mejor murciano de la década de 1900, ganó los 26 partidos que disputó y no encajó ningún gol, hasta su desaparición en 1907 por la falta de rivales. En 1907 aparece el Club Deportivo Aguileño que, obviando los partidos del campeonato regional de fútbol, se mantiene invicto hasta 1917. El CD Aguileño desaparece en 1921 por problemas económicos. Hasta 1925 los únicos equipos aguileños son el Arenas, Gimnástico y el Universitari. El 24 de septiembre de 1924 se constituye la Federación Murciana de Fútbol, ningún equipo de Águilas se dio de alta aunque ya en 1924 el Águilas FC juega un amistoso contra el Real Murcia.

### Fundación del Águilas CF
En 1925 surge un nuevo equipo en Águilas, el Águilas Fútbol Club, que posteriormente pasó a denominarse Águilas Club de Fútbol. Disputa su primer partido contra el Almería Fútbol Club que terminó con empate a uno. El equipo no podía tener aspiraciones muy altas pues sus mejores jugadores jugaban en el Lorca Fútbol Club.
Tras años en las categorías regionales, debutó en Tercera División en 1956 y después de años como equipo ascensor entre Tercera División y las categorías regionales, en la temporada 1998-99 debutó en la Segunda División B.

### Debut en Segunda B y el play-off a Segunda
En 1998/99, su primera temporada en Segunda B, logró la permanencia, pero regresó a Tercera División al año siguiente. Volvió a ascender a Segunda División B en 2005, terminando la temporada 2005-06 como subcampeón, y disputó por primera vez en su historia la Promoción de ascenso a Segunda División, pero fue eliminado por el Alicante CF en la primera ronda.
En 2007, el equipo del Águilas Club de Fútbol recibió la placa de plata de la Real Orden del Mérito Deportivo otorgada por el Consejo Superior de Deportes.

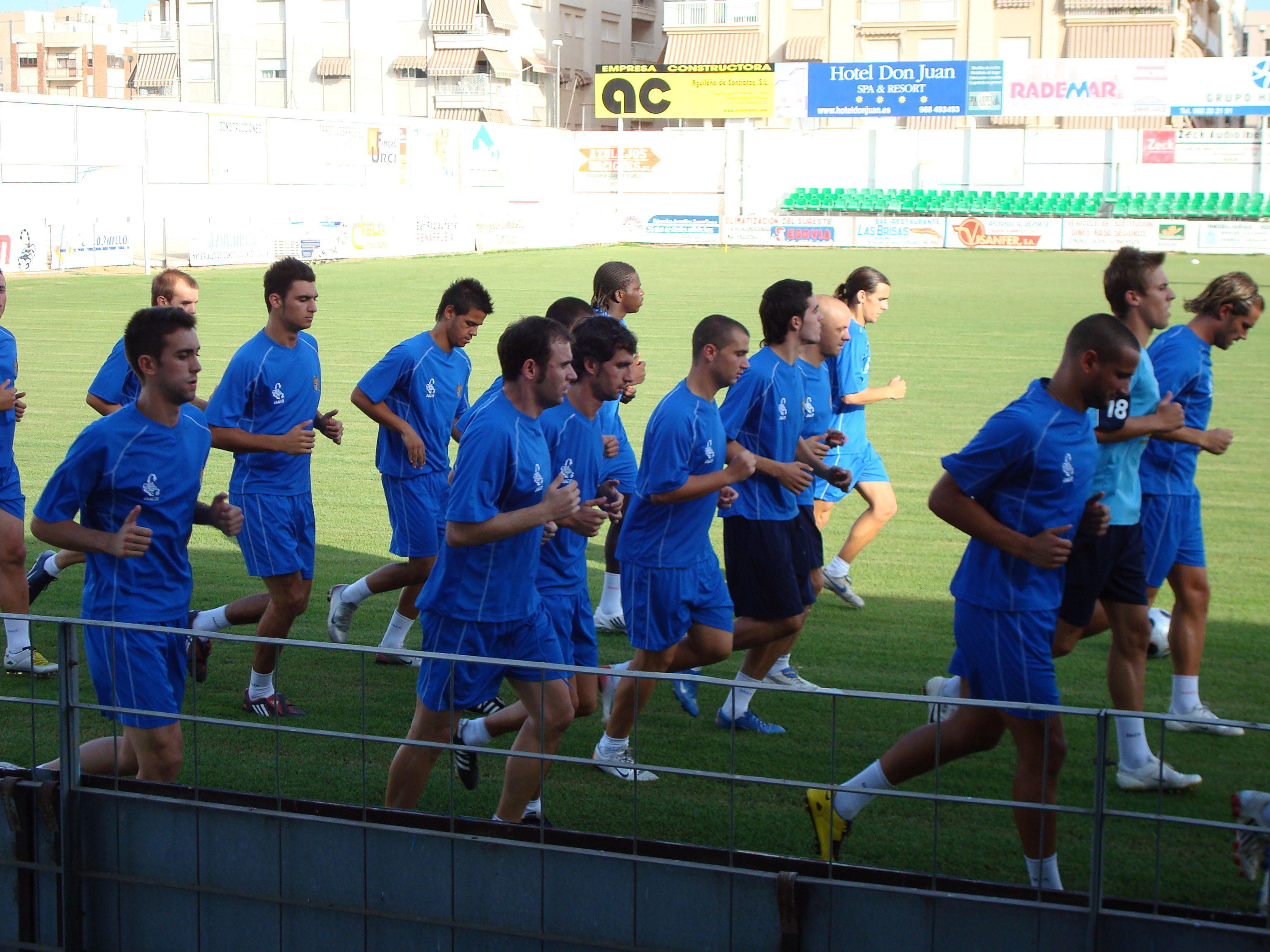
Entrenamiento del Águilas durante la pretemporada de 2008.

Tras unas elecciones, en junio de 2008 el empresario murciano Antonio Vicente García se convierte en presidente e inicia un proyecto con el objetivo de clasificarse de nuevo para la Promoción de ascenso a Segunda División, pero su proyecto fracasa y el club se ve envuelto en graves problemas económicos.
El 30 de noviembre de 2008 fue destituido el técnico canario Tino Luis Cabrera, ocupándose circunstancialmente el que era segundo técnico Iñigo Sáenz, y poco después se hizo cargo del equipo el entrenador catalán Manuel Sánchez Ramírez.

### Crisis económica y desaparición
El 24 de marzo de 2009 Antonio Vicente anuncia su dimisión ante su incapacidad de sacar el proyecto adelante. Se compone una junta gestora, presidida por Rafael Asensio, para tratar de terminar la temporada. Dicha junta gestora desvela que se necesita medio millón de euros para poder terminar la temporada y no descender por impagos. Se convocan elecciones a la presidencia, pero nadie presenta ninguna candidatura. El primer paso para la solución se da cuando los partidos políticos se ponen de acuerdo y se firma un convenio por el cual el club recibiría 180.000 euros al año mientras esté hipotecado. Con este convenio en la mano, el club busca una entidad bancaria que lo acepte como aval para un préstamo de 400.000 €. Ante la falta de soluciones se convoca una asamblea de socios para decidir el futuro del club, en esta se decide aguantar hasta el 31 de julio para agotar todas las posibilidades antes que la desaparición del club. Gracias a un grupo de empresarios de Lorca y Águilas que avalan el préstamo, parece que el club consigue la liquidez necesaria para hacer frente a los pagos. Pero el préstamo resulta ser insuficiente para pagar las deudas del equipo y competir el año siguiente. Finalmente, el 3 de agosto a mediodía se confirma que el club ha cumplido con sus jugadores y que no perderá la categoría.
En enero de 2010 la junta gestora comunica a la plantilla que si tienen alguna oferta de otro club que la acepten, ya que ellos no podrán pagarles ninguna nómina más esa temporada. Además, la mala situación del equipo en liga, ocupando puesto de descenso a Tercera División, hace temer por la supervivencia de la entidad.
El 1 de marzo se convoca una asamblea de socios en la que, tras más de dos horas muy tensas, la junta gestora presenta su dimisión. Los socios del Águilas intentarán que el club termine la campaña de la manera más digna posible para después desaparecer.
En la jornada 33, tras perder 2-0 con el Unión Estepona, consuma su descenso a Tercera División. El 9 de mayo disputa el último partido de su historia, ante el Ceuta, que pierde por 0-2. El club no se inscribirá para la próxima temporada en Tercera División y se forma una junta para fundar un nuevo club en la ciudad, hablando con el resto de clubes y con el Ayuntamiento de Águilas. El 1 de julio se confirma la desaparición del equipo al no inscribirse en ninguna categoría. Tras la pérdida del histórico club se funda uno nuevo en Preferente, el Águilas Fútbol Club.

## Datos del club
- Temporadas en Primera División: 0
- Temporadas en Segunda División: 0
- Temporadas en Segunda División B: 7
- Temporadas en Tercera División: 35 (12 en 3er nivel)
- Temporadas en Copa del Rey: 9[19]
- Mejor puesto en la liga: 2.º en Segunda División B, temporada 2005/06
- Peor puesto en la liga: 20.º en Segunda División B, temporada 1999/00

- Puesto actual en la Clasificación histórica de 2ªB: 149 (actualizado hasta temporada 2018/19)
- Puesto actual en la Clasificación histórica de 3ª: 108 (actualizado hasta temporada 2018/19)

### Trayectoria histórica
```
 La 
Segunda División B
 fue introducida en 1977 como categoría intermedia entre la 
Segunda División
 y 
Tercera División
.
```

### Resumen estadístico
Nota: En negrita competiciones activas.
| Competición                  | P.J. | P.G. | P.E. | P.P. | G.F. | G.C. | Mejor resultado |
| ---------------------------- | ---- | ---- | ---- | ---- | ---- | ---- | --------------- |
|                              |      |      |      |      |      |      |                 |
| Segunda división B           | 266  | 86   | 67   | 113  | 278  | 348  | 2º              |
| Tercera división             | 1243 | 524  | 295  | 424  | 2061 | 1776 | Campeón         |
| Campeonato de España de Copa | 25   | 7    | 8    | 10   | 35   | 38   | 4ª Ronda        |
| Total                        | 1534 | 617  | 370  | 547  | 2374 | 2162 | 2 Títulos       |

## Denominaciones
- Águilas Foot-ball Club (1925-1941)
- Águilas Club de Fútbol (1941-2010)

## Uniforme
- Uniforme titular: Camiseta blanquiazul a rayas verticales, pantalón azul y medias blanquiazules a rayas horizontales.

### Evolución Uniforme
La primera camiseta del Águilas CF era de rayas verticales azul y blanco, colores que ha mantenido en la mayor parte de su historia excepto en dos etapas en las que vistió con camiseta rosa en una de ellas y en la otra con camiseta blanca. Lo que si ha cambiadoha sido el color del pantalón siendo negro en los primeros años para después pasar a ser de color blanco, pero el color habitual del pantalón ha sido de color azul. Las medias también han cambiado con los años, empezando siendo negras para pasar después a ser blanquiazules y finalmente y las más habituales de color azul.
| 1925 | 1933 | 1946 | 1952 | 1967 |

| 1978 | 1984 | 1993 | 2005 | 2010 |

## Estadio

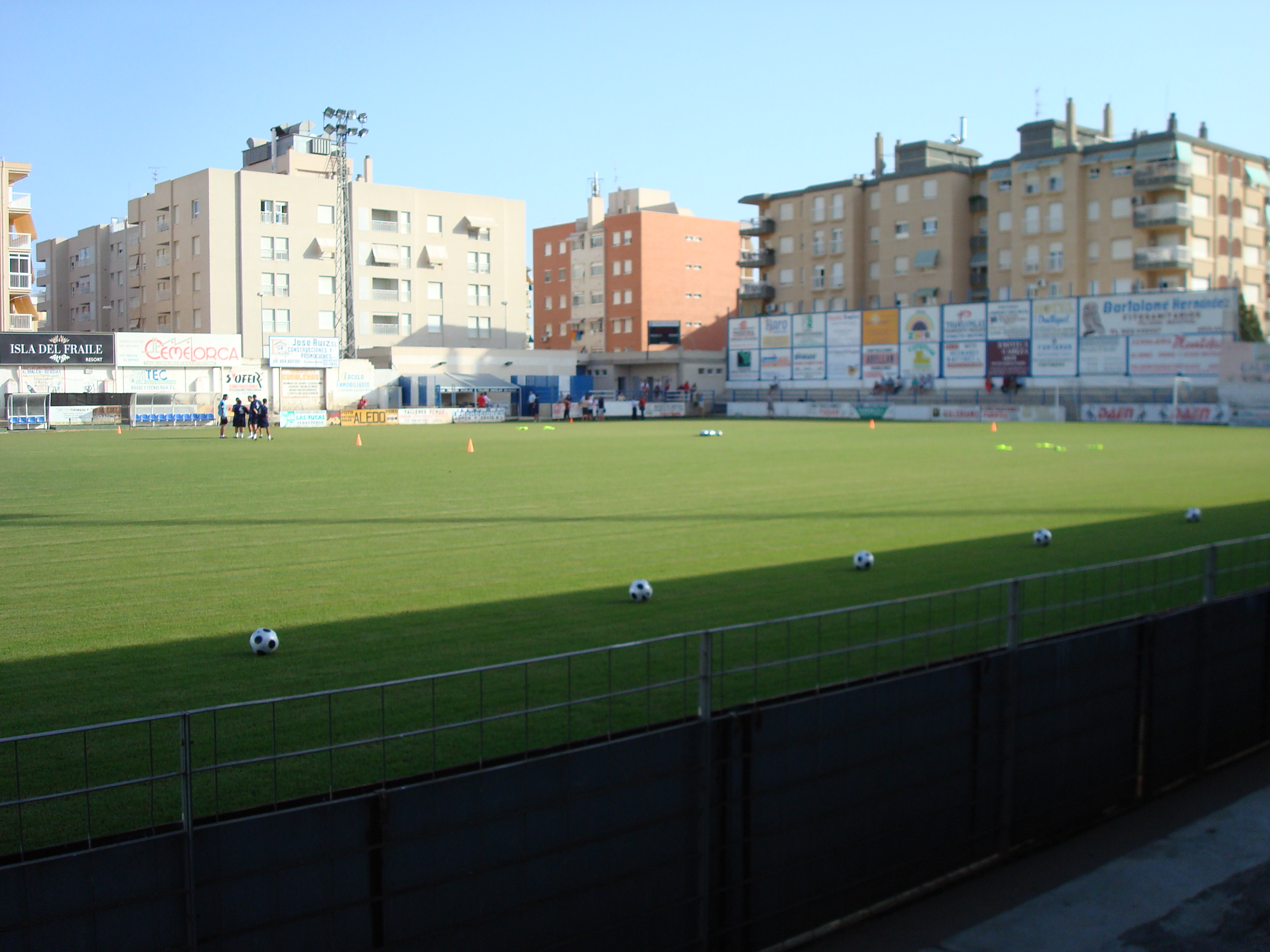
Vista del estadio desde la grada de tribuna.

El Águilas CF disputaba sus partidos en el campo "El Rubial". El estadio tiene capacidad para 4.000 espectadores y se trata del primer campo de fútbol en activo más antiguo de España después de El Molinón, debido a que el colombino que era el más antiguo fue derrumbado, fue construido el 19 de enero de 1913. Sus dimensiones son 95 x 65 m.

## Entrenadores

### Cronología entrenadores
- Davor Radmanović (1994-1996)
- Juan Martínez Casuco
- Juanjo Díaz (1999-2000)
- Francisco Parreño (1999-2000)
- Xavier Juliá (2001-2002)
- Andrés García Tébar (2003-2004)
- Pepe Soler (2004-2007)
- Miguel Rivera (2007-2008)
- Juan Antonio Albacete Anquela (2007-2008)
- Tino Luis Cabrera (2008-2009)
- Manuel Sánchez Ramírez (2009)
- Juan José Enríquez (2009)
- Íñigo Sáenz Jiménez (2009)

## Palmarés

### Torneos nacionales
- Tercera División de España (2): 1993-94 y 2004-05

| Títulos oficiales | Nacionales    | Nacionales | Nacionales | Nacionales | Nacionales | Nacionales | Total |  |   |
| ----------------- | ------------- | ---------- | ---------- | ---------- | ---------- | ---------- | ----- |  | - |
| Títulos oficiales | Águilas C. F. |            |            |            | 2          |            | Total |  | 2 |

### Premios
- Trofeo invicto Don Balón: 2004-05

## Trayectoria temporada a temporada
| Temporada | Categoría | División                   | puesto | Copa      |
| --------- | --------- | -------------------------- | ------ | --------- |
| 1928-1955 | 4.ª       | Regional                   |        |           |
| 1955-56   | 4.ª       | Regional                   | 1.º    |           |
| 1956-57   | 3.ª       | 3.ª División (Grupo X)     | 15.º   |           |
| 1957-58   | 3.ª       | 3.ª División (Grupo X)     | 10.º   |           |
| 1958-59   | 3.ª       | 3.ª División (Grupo X)     | 8.º    |           |
| 1959-60   | 3.ª       | 3.ª División (Grupo X)     | 14.º   |           |
| 1960-61   | 3.ª       | 3.ª División (Grupo X)     | 15.º   |           |
| 1961-62   | 3.ª       | 3.ª División (Grupo X)     | 10.º   |           |
| 1962-63   | 3.ª       | 3.ª División (Grupo X)     | 14.º   |           |
| 1963-64   | 3.ª       | 3.ª División (Grupo X)     | 15.º   |           |
| 1964-65   | 4.ª       | Regional                   | 1.º    |           |
| 1965-66   | 3.ª       | 3.ª División (Grupo X)     | 5.º    |           |
| 1966-67   | 3.ª       | 3.ª División (Grupo X)     | 10.º   |           |
| 1967-68   | 3.ª       | 3.ª División (Grupo X)     | 10.º   |           |
| 1968-69   | 3.ª       | 3.ª División (Grupo VI)    | 19.º   |           |
| 1969-1977 | 4.ª       | Regional                   |        |           |
| 1977-1979 | 5.ª       | Regional                   |        |           |
| 1979-80   | 5.ª       | Regional                   | 1.º    |           |
| 1980-81   | 4.ª       | 3.ª División (Grupo XIII)  | 14.º   |           |
| 1981-82   | 4.ª       | 3.ª División (Grupo XIII)  | 14.º   |           |
| 1982-83   | 4.ª       | 3.ª División (Grupo XIII)  | 9.º    |           |
| 1983-84   | 4.ª       | 3.ª División (Grupo XIII)  | 17.º   |           |
| 1984-85   | 4.ª       | 3.ª División (Grupo XIII)  | 7.º    |           |
| 1985-86   | 4.ª       | 3.ª División (Grupo XIII)  | 6.º    |           |
| 1986-87   | 4.ª       | 3.ª División (Grupo XIII)  | 14.º   | 2.ª ronda |
| 1987-88   | 4.ª       | 3.ª División (Grupo XIII)  | 12.º   |           |
| 1988-89   | 4.ª       | 3.ª División (Grupo XIII)  | 18.º   |           |
| 1989-90   | 4.ª       | 3.ª División (Grupo XIII)  | 2.º    |           |
| 1990-91   | 4.ª       | 3.ª División (Grupo XIII)  | 4.º    | 4.ª ronda |
| 1991-92   | 4.ª       | 3.ª División (Grupo XIII)  | 2.º    | 2.ª Ronda |
| 1992-93   | 4.ª       | 3.ª División (Grupo XIII)  | 10.º   | 1.ª Ronda |
| 1993-94   | 4.ª       | 3.ª División (Grupo XIII)  | 1.º    |           |
| 1994-95   | 4.ª       | 3.ª División (Grupo XIII)  | 2.º    | 1.ª Ronda |
| 1995-96   | 4.ª       | 3.ª División (Grupo XIII)  | 4.º    |           |
| 1996-97   | 4.ª       | 3.ª División (Grupo XIII)  | 4.º    |           |
| 1997-98   | 4.ª       | 3.ª División (Grupo XIII)  | 2.º    |           |
| 1998-99   | 3.ª       | 2.ª División B (Grupo III) | 15.º   | 1.ª Ronda |
| 1999-00   | 3.ª       | 2.ª División B (Grupo IV)  | 20.º   |           |
| 2000-01   | 4.ª       | 3.ª División (Grupo XIII)  | 6.º    |           |
| 2001-02   | 4.ª       | 3.ª División (Grupo XIII)  | 3.º    |           |
| 2002-03   | 4.ª       | 3.ª División (Grupo XIII)  | 4.º    |           |
| 2003-04   | 4.ª       | 3.ª División (Grupo XIII)  | 6.º    |           |
| 2004-05   | 4.ª       | 3.ª División (Grupo XIII)  | 1.º    |           |
| 2005-06   | 3.ª       | 2.ª División B (Grupo IV)  | 2.º    | 2.ª Ronda |
| 2006-07   | 3.ª       | 2.ª División B (Grupo IV)  | 8.º    | 2.ª Ronda |
| 2007-08   | 3.ª       | 2.ª División B (Grupo IV)  | 6.º    |           |
| 2008-09   | 3.ª       | 2.ª División B (Grupo II)  | 10.º   | 1.ª Ronda |
| 2009-10   | 3.ª       | 2.ª División B (Grupo IV)  | 20.º   |           |

```
LEYENDA

 :Ascenso de categoría

 :Descenso de categoría

 :Descenso administrativo
```

```
La 
Segunda División B
 fue introducida en 1977 como categoría intermedia entre la 
Segunda División
 y 
Tercera División
.
```

### Participaciones enCopa del Rey
| Temporada | Ronda                | Rival                   | Local       | Visitante   | Global      |  |
| --------- | -------------------- | ----------------------- | ----------- | ----------- | ----------- |  |
| 1986-87   | Primera ronda        | CP Villarrobledo        |             | 1-1 → p ?-? | 1-1 → p ?-? |  |
| 1986-87   | Segunda ronda (1/64) | Torrevieja CF           |             | 2-5         | 2-5         |  |
| 1990-91   | Primera ronda        | Club Olímpico de Totana | 5-2         | 5-0         | 10-2        |  |
| 1990-91   | Segunda ronda        | Yeclano CF              | 2-1         | 1-2 → p ?-? | 3-3 → p ?-? |  |
| 1990-91   | Tercera ronda (1/64) | Albacete Balompié       | 3-3         | 1-1 → p ?-? | 4-4 → p ?-? |  |
| 1990-91   | Cuarta ronda (1/32)  | Rayo Vallecano          | 0-1         | 2-2         | 2-3         |  |
| 1991-92   | Primera ronda        | Santomera CF            | 2-0         | 0-1         | 2-1         |  |
| 1991-92   | Segunda ronda        | Cartagena CF            | 0-0         | 1-2         | 1-2         |  |
| 1992-93   | Primera ronda        | Roldan AD               | 2-0         | 2-4         | 2-4         |  |
| 1994-95   | Primera ronda        | Yeclano CF              | 1-0         | 1-4         | 2-4         |  |
| 1998-99   | Primera ronda        | UE Lérida               | 1-1         | 0-3         | 1-4         |  |
| 2005-06   | Ronda Previa         | CD Leganés              | 2-0         | 2-2         | 4-2         |  |
| 2005-06   | Primera ronda        | Exento                  |             |             |             |  |
| 2005-06   | Segunda ronda (1/64) | CD Numancia             | 1-1 → p 3-5 |             | 1-1 → p 3-5 |  |
| 2006-07   | Primera Ronda        | Exento                  |             |             |             |  |
| 2006-07   | Segunda ronda (1/64) | SD Eibar                |             | 0-1         | 0-1         |  |
| 2008-09   | Primera Ronda        | CD Alfaro               |             | 0-1         | 0-1         |  |